# Anna Wassiljewna Timirjowa

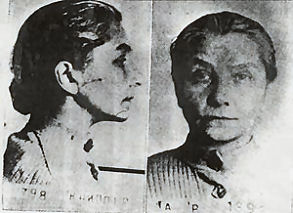
Anna Wassiljewna Timirjowa (1954)

Anna Wassiljewna Timirjowa, geboren Anna Wassiljewna Safonowa, in 2. Ehe Kniper, (russisch Анна Васильевна Тимирёва; * 6. Julijul. / 18. Juli 1893greg. in Kislowodsk; † 31. Januar 1975 in Moskau) war eine russische bzw. sowjetische Malerin und Dichterin.

## Leben
Timirjowa, Tochter des Direktors des Moskauer Konservatoriums Wassili Safonow, stammte aus einer Familie der Terek-Kosaken. Nach dem Umzug der Familie nach St. Petersburg 1906 besuchte sie dort das Gymnasium der Fürstin Alexandra Obolenskaja mit Abschluss 1911.  Sie lernte Zeichnen und Malen im Atelier des Malers Saweli Seidenberg. Während des Bürgerkriegs nach der Oktoberrevolution nahm sie Privatunterricht bei dem Maler Alexander Solowjow. Sie beherrschte Französisch und Deutsch.
Direkt nach dem Schulabschluss 1911 hatte Timirjowa den Marineoffizier Sergei Timirjow (1875–1932) geheiratet. Ihr Sohn Wladimir wurde 1914 geboren. Als im Ersten Weltkrieg ihr Mann 1915 nach Helsingfors versetzt wurde, sah sie dort den mit ihrem Mann eng befreundeten Marineoffizier Alexander Koltschak wieder, den sie seit ihrer Schulzeit kannte. Sie begann eine Beziehung mit dem verheirateten Koltschak und verließ 1917 ihren Mann. Ende 1918 erfolgte ihre Scheidung. Im Bürgerkrieg gegen die Rote Armee arbeitete sie 1918–1919 in Omsk als Übersetzerin der Presseabteilung des Ministerrats der kurzzeitigen Regierung Sibiriens, der Koltschak zum Obersten Regenten Russlands wählte. Dann nähte sie Wäsche und verteilte Lebensmittel für kranke und verwundete Soldaten. Nach der Niederlage und Auflösung der Koltschak-Armee und Koltschaks Erschießung 1920 wurde die auf eigenen Wunsch mit Koltschak verhaftete Timirjowa aufgrund der Oktober-Amnestie freigelassen, um 1921 wieder verhaftet zu werden.
Nach Gefängnisaufenthalten in Irkutsk und Nowonikolajewsk (Oblast Irkutsk) wurde Timirjowa im Sommer 1922 in Moskau aus dem Butyrka-Gefängnis entlassen. Im selben Jahr heiratete sie den Bauingenieur Wsewolod Konstantinowitsch Kniper (1888–1942). Nach erneuter Verhaftung 1925 wurde sie ohne Gerichtsurteil für drei Jahre aus Moskau verbannt, worauf sie nun in Tarussa lebte.
Nach der vierten Verhaftung im April 1935 wurde Timirjowa im Mai 1935 nach Artikel 58.10 des Strafgesetzbuches der RSFSR zu 5 Jahren Lagerhaft verurteilt, die aufgrund einer Überprüfung drei Monate später durch eine dreijährige Aufenthaltsbeschränkung ersetzt wurde. Nach der Rückkehr aus dem Baikal-Amur-Lager lebte sie in Wyschni Wolotschok, Wereja und zuletzt in Malojaroslawez. Einige Tage vor Ablauf ihrer Aufenthaltsbeschränkung wurde sie am 25. März 1938 in Malojaroslawez verhaftet und im April 1939 nach Artikel 58.10 zu 8 Jahren Lagerhaft verurteilt. In einem der Karaganda-Lager war sie zunächst mit allgemeinen Arbeiten beschäftigt. In ihrer Baracke befand sich die Filmschauspielerin Marija Kapnist, die ihre lebenslange Freundin wurde. Dann arbeitete Timirjowa im Künstlerinnen-Klub der Burma-Abteilung der Lagerverwaltung. Nach ihrer Entlassung lebte sie 100 km entfernt von Moskau an dem Bahnhof Sawidowo der Oktober-Eisenbahn. Ihr Sohn Wladimir war 1938 verhaftet, verurteilt und erschossen worden (rehabilitiert 1957).
Am 21. Dezember 1949 wurde Timirjow in Schtscherbakow als Wiederholungstäterin ohne neue Anklage erneut verhaftet und nach Haft im Gefängnis in Jaroslawl im Oktober 1950 ohne Gerichtsbeschluss nach Jenisseisk verbannt, wo sie Marija Kapnist wieder traf. Die Verbannung wurde 1956 aufgehoben, aber der Wahlrechtsausschluss galt bis zur Rehabilitierung 1960. Sie lebte wieder in Schtscherbakow, das 1957 den alten Namen Rybinsk zurückerhalten hatte. Zwischen ihren Verhaftungen hatte sie als Bibliothekarin, Archivarin, Grundschullehrerin, Malerin, Zeichnerin und Theaterkünstlerin gearbeitet, wenn sie nicht arbeitslos war und sich mit Gelegenheitsarbeiten durchschlug.
Nach ihrer Rehabilitierung ließ sich Timirjowa in Moskau nieder. Auf  Antrag Dmitri Schostakowitschs, Alexander Sweschnikows, Jelena Gnessinas, Aram Chatschaturjans, Dawid Oistrachs und Iwan Koslowskis wurde ihr im Namen der Kulturministerin Jekaterina Furzewa eine persönliche Pension von 45 Rubel gewährt. Timirjowa arbeitete als Etikette-Beraterin bei Sergei Bondartschuks Film Krieg und Frieden mit, in dem sie eine ältere Dame mit Lorgnon auf dem ersten Ball Natascha Rostowas spielte. Im Film Alexander Muratows Umejete li wy schit spielte sie die Mutter eines Fabrikdirektors (1970). In Leonid Gaidais Film Brilliantowaja ruka war sie eine Dame in einer Schiffsreisegruppe.
Timirjowa starb ab 31. Januar 1975 in Moskau und wurde als Anna Wassiljewna Kniper auf dem Wagankowoer Friedhof in dem Safonow-Familiengrab bestattet.
Ein Buch mit Timirjowas/Knipers Gedichten erschien 2003. Alexander Dulow schuf Lieder nach ihren Gedichten.